# (7092) Cadmus
(7092) Cadmus (1992 LC) – planetoida z grupy Apollo okrążająca Słońce w ciągu 4 lat i 6 dni w średniej odległości 2,53 j.a. Została odkryta 4 czerwca 1992 roku w Palomar Observatory przez Carolyn Shoemaker.